# Garelli 250 GP
Die Garelli 250 G.P. war ein Prototyp eines Rennmotorrads der italienischen Marke Garelli, das für den Einsatz in der 250-cm³-Klasse der Motorrad-Weltmeisterschaft entwickelt wurde. Anders als die äußerst erfolgreiche 125-cm³-Werksmaschine konnte sich die 250er nicht dauerhaft im GP-Geschehen etablieren.

## Technik
Die Garelli 250 GP von 1986 hatte einen wassergekühlten Zweizylinder-Zweitaktmotor in V-Bauweise mit einem Zylinderwinkel von 75°. Die Zylinder waren nikasilbeschichtet, der Hubraum betrug 249,62 cm³ bei 56 mm Bohrung und 50,7 mm Kolbenhub. Zwei 36-mm-Dell’Orto-Vergaser bereiteten das Gemisch auf, die Verdichtung betrug 14 : 1. Die Motorleistung lag bei 72 PS bei 12.000/min.
Das Sechsganggetriebe war mit einer Trockenkupplung kombiniert, die Zündung elektronisch gesteuert. Der Monocoque-Rahmen bestand aus Aluminiumrohr und -blech. Das Motorrad war mit Federelementen von Marzocchi (White Power) ausgestattet.  Die Brembo-Bremsen hatten vorn 260 mm und hinten 210 mm Durchmesser. Die Verkleidung bestand aus Kevlar, die Magnesiumräder von Campagnolo maßen 16″ vorn und 17″ hinten. Die Höchstgeschwindigkeit lag bei rund 250 km/h.

## Technische Daten (1986)
| Merkmal               | Garelli 250 GP (1986)                                    |
| --------------------- | -------------------------------------------------------- |
| Motortyp              | Zweizylinder-Zweitakt-V-Motor, 75°-V-Winkel              |
| Kühlung               | Flüssigkeitskühlung                                      |
| Zylinderbeschichtung  | nikasilbeschichtet                                       |
| Bohrung × Hub         | 56 × 50,7 mm                                             |
| Hubraum               | 249,6 cm³                                                |
| Leistung              | 72 PS (53 kW) bei 12.000/min                             |
| Verdichtung           | 14 : 1                                                   |
| Vergaser              | 2 × Dell’Orto, 36 mm                                     |
| Zündung               | Elektronisch programmiert                                |
| Kupplung              | Mehrscheiben-Trockenkupplung                             |
| Getriebe              | 6-Gang                                                   |
| Rahmen                | Monocoque aus quadratischen Aluminiumrohren und -blechen |
| Verkleidung           | Kevlar                                                   |
| Vorderradgabel        | Marzocchi White Power, Ø 38 mm                           |
| Hinterradaufhängung   | White Power Monofederbein                                |
| Bremsen vorn          | Brembo Doppelscheibenbremse, Ø 260 mm                    |
| Bremsen hinten        | Brembo Scheibenbremse, Ø 210 mm                          |
| Räder                 | Campagnolo Magnesium, 16″ vorn, 17″ hinten               |
| Reifen                | Michelin                                                 |
| Tankinhalt            | 20 l                                                     |
| Leergewicht           | ca. 100 kg (trocken)                                     |
| Höchstgeschwindigkeit | ca. 250 km/h                                             |

## Renngeschichte
Die 250 GP war ein experimentelles Projekt, mit dem Garelli auch in der 250er-Weltmeisterschaft Fuß fassen wollte. Trotz vielversprechender Technik blieb das Motorrad hinter den Erwartungen zurück.